# Bryan Fraser
Bryan Fraser (* 31. Januar 1991 in North Battleford, Saskatchewan) ist ein kanadischer Volleyballspieler.

## Karriere
Fraser studierte bis 2015 an der University of Saskatchewan und spielte in der Universitätsmannschaft Huskies. Nach seinem Studium ging er nach Frankfurt zu den United Volleys Rhein-Main. Mit dem Verein erreichte der Außenangreifer in der Bundesliga-Saison 2015/16 das Playoff-Halbfinale; auch im DVV-Pokal 2015/16 kam das Team ins Halbfinale. Anschließend wechselte Fraser zu Abiant Lycurgus Groningen und wurde niederländischer Meister. In der Saison 2017/18 spielte der kanadische Nationalspieler in Frankreich bei ASUL Lyon Volley-Ball. 2018 wurde er vom deutschen Bundesligisten TSV Herrsching verpflichtet.